# Sunbeam Dyak
Sunbeam Dyak byl stojatý řadový vodou chlazený šestiválcový letecký motor, který vyvinula britská firma Sunbeam Motor Car Co. Ltd. sídlící ve Wolverhamptonu. Motor poháněl blíže neurčené množství letounů Avro 504K. Celkem byla objednána výroba 160 motorů Sunbeam Dyak, skutečný počet vyrobených motorů není v dostupné literatuře uveden.

## Technická data
- Typ: čtyřdobý zážehový vodou chlazený stojatý řadový šestiválec, s přímým náhonem na levotočivou vrtuli
- Vrtání válce: 120 mm
- Zdvih pístu: 130 mm
- Celková plocha pístů: 678 cm²
- Zdvihový objem motoru: 8822 cm³
- Kompresní poměr: 5,00
- Rozvod: dvouventilový, OHC
- Mazání: oběžné, tlakové
- Zapalování: magnety
- Hmotnost suchého motoru: 181 kg
- Maximální výkon: 100 hp (74,5 kW) při 1200 ot/min